# Adriaan Janssen
Pour les articles homonymes, voir Janssen.
Adriaan Janssen, né le 12 décembre 1995 à Diepenveen, est un coureur cycliste néerlandais.

## Biographie

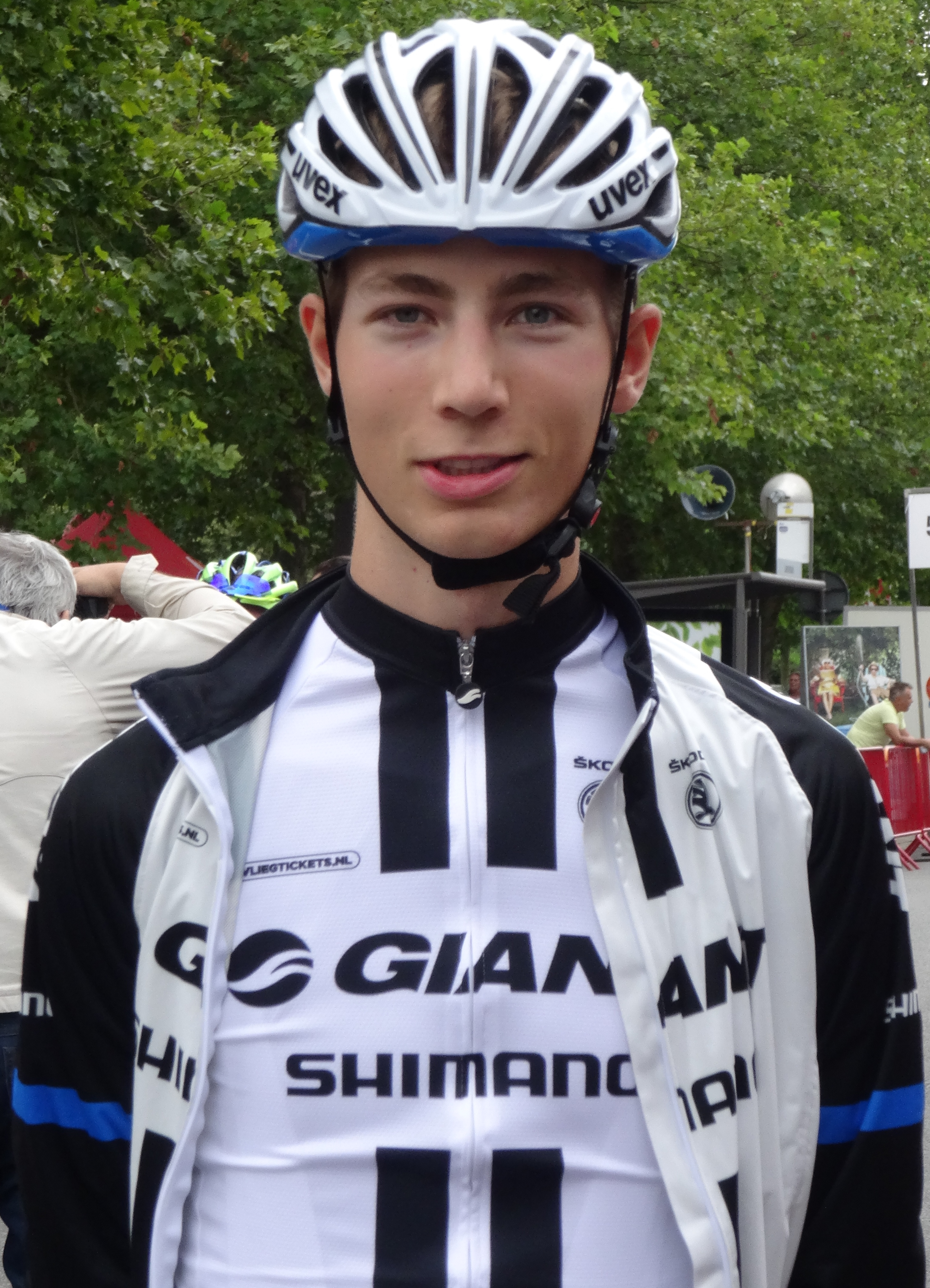
Adriaan Janssen lors du départ de la Flèche du port d'Anvers 2014 à Merksem ; il est alors stagiaire dans l'éphémère Giant-Shimano Development.

Adriaan Janssen naît le 12 décembre 1995 à Diepenveen aux Pays-Bas.
En aout 2019, il termine neuvième de la Veenendaal-Veenendaal Classic.

## Palmarès sur route

### Par année
- 2014
  - 3e du Tour du Piémont Vosgien
- 2016
  - 2e du contre-la-montre en côte de Camering-Vaals
  - 3e du Fyen Rundt
- 2017
  - Omloop van de Braakman

### Classements mondiaux
| Année                                 | 2015  | 2016  | 2017  | 2018  | 2019  | 2020  | 2021 |
| ------------------------------------- | ----- | ----- | ----- | ----- | ----- | ----- | ---- |
| Classement mondial                    |       | 1396e | 1961e | 2831e | 1364e | 1266e | 813e |
| UCI Europe Tour                       | 1039e | 939e  | 1248e | 1898e | 934e  | 970e  | 627e |
|                                       |       |       |       |       |       |       |      |
| Légende : nc = non classéSource : UCI |       |       |       |       |       |       |      |